# Qualificazioni al campionato mondiale femminile di calcio 2023 - UEFA - Fase a gironi, gruppo F
Il gruppo F delle qualificazioni al campionato mondiale femminile di calcio 2023 è composto da sei squadre: Norvegia, Belgio, Polonia, Albania, Kosovo e Armenia. La composizione dei sette gruppi di qualificazione della sezione UEFA è stata sorteggiata il 30 aprile 2021.

## Formula
Le sei squadre si affrontano in un girone all'italiana con partite di andata e ritorno, per un totale di 10 partite. La squadra prima classificata si qualifica direttamente alla fase finale del torneo, mentre la seconda classificata accede ai play-off qualificazione.
In caso di parità di punti tra due o più squadre di uno stesso gruppo, le posizioni in classifica verranno determinate prendendo in considerazione, nell'ordine, i seguenti criteri:
1. maggiore numero di punti negli scontri diretti tra le squadre interessate (classifica avulsa);
2. migliore differenza reti negli scontri diretti tra le squadre interessate (classifica avulsa);
3. maggiore numero di reti segnate negli scontri diretti tra le squadre interessate (classifica avulsa);
4. maggiore numero di reti segnate in trasferta negli scontri diretti tra le squadre interessate (classifica avulsa), valido solo per il turno di qualificazione a gironi;
5. se, dopo aver applicato i criteri dall'1 al 4, ci sono squadre ancora in parità di punti, i criteri dall'1 al 4 si riapplicano alle sole squadre in questione. Se continua a persistere la parità, si procede con i criteri dal 6 all'11;
6. migliore differenza reti;
7. maggiore numero di reti segnate;
8. maggiore numero di reti segnate in trasferta;
9. maggiore numero di vittorie nel girone;
10. maggiore numero di vittorie in trasferta nel girone;
11. classifica del fair play;
12. posizione nel ranking UEFA in fase di sorteggio.

## Classifica
| Pos | Squadra  | Pt | G  | V | N | P  | GF | GS | DR  |
| --- | -------- | -- | -- | - | - | -- | -- | -- | --- |
| 1.  | Norvegia | 28 | 10 | 9 | 1 | 0  | 47 | 2  | +45 |
| 2.  | Belgio   | 22 | 10 | 7 | 1 | 2  | 56 | 7  | +49 |
| 3.  | Polonia  | 20 | 10 | 6 | 2 | 2  | 28 | 9  | +19 |
| 4.  | Albania  | 10 | 10 | 3 | 1 | 6  | 14 | 30 | -16 |
| 5.  | Kosovo   | 7  | 10 | 2 | 1 | 7  | 8  | 35 | -27 |
| 6.  | Armenia  | 0  | 10 | 0 | 0 | 10 | 1  | 71 | -70 |

## Risultati
| Arbitro: | Rasa Grigonė |

| |           |  |
| Bergsvand 10’ Graham Hansen 28’ (rig.), 78’, 90+4’ Sævik 38’ Karlseng Utland 47’, 79’, 87’ Blakstad 62’ Terland 90’ | Marcatori |  |

| Arbitro: | Elvira Nurmustafina |

|                 |           |            |
| Doçi 43’ (rig.) | Marcatori | 72’ Limani |

| Arbitro: | Iuliana Demetrescu |

|           |           |            |
| Pajor 40’ | Marcatori | 79’ Cayman |

| Arbitro: | Catarina Campos |

|  |           |                 |
|  | Marcatori | 27’ Zawistowska |

| Arbitro: | Reelika Turi |

|  |           |                                                    |
|  | Marcatori | 12’ (aut.) Avduli 36’ Blakstad 56’ Karlseng Utland |

| Arbitro: | Désirée Grundbacher |

|                                                              |           |  |
| Cayman 6’ De Caigny 26’, 50’ Blom 77’, 78’, 85’ Wullaert 81’ | Marcatori |  |

| Arbitro: | Maria Marotta |

|                                          |           |  |
| Doçi 12’, 44’ Hamidi 16’, 62’ Lufo 90+1’ | Marcatori |  |

| Łódź 21 ottobre 2021, ore 19:15 CEST | Polonia       | 0 – 0 referto | Norvegia | Stadio municipale\| Arbitro: \| Jana Adámková \| |
| Arbitro:                             | Jana Adámková |               |          |                                                  |

| Arbitro: | Jelena Kumer |

|                                                                      |           |  |
| Vanhaevermaet 3’, 36’ Cayman 9’ Wullaert 16’, 51’, 69’ De Caigny 28’ | Marcatori |  |

| Arbitro: | Viola Raudziņa |

|  |           |          |
|  | Marcatori | 87’ Syla |

| Arbitro: | Rebecca Welch |

|                                                                |           |  |
| Bergsvand 6’ Graham Hansen 30’ Terland 68’ Tysiak 90+1’ (aut.) | Marcatori |  |

| Arbitro: | Simona Ghisletta |

|                              |           |  |
| Dudek 40’ (rig.) Mesjasz 89’ | Marcatori |  |

| Arbitro: | Galiya Echeva |

|         |           |                        |
| Syla 4’ | Marcatori | 17’ Gec 34’ Wiankowska |

| Arbitro: | Kirsty Dowle |

| |           |  |
| Eurlings 3’, 30’ Wullaert 5’, 34’, 51’, 90’, 90+2’ Wijnants 8’ Tysiak 10’, 24’, 72’ De Caigny 17’, 28’, 33’ Vanhaevermaet 39’ Teulings 78’, 90+4’ Cayman 81’, 88’ | Marcatori |  |

| Arbitro: | Miriama Matulova |

|  |           |                                                                              |
|  | Marcatori | 23’, 77’ Maanum 60’ Reiten 62’ Thorisdottir 72’ Sævik 81’ Hasund 84’ Terland |

| Arbitro: | Victoria Beyer |

|  |           | |
|  | Marcatori | 31’, 34’ Terland 43’, 56’ Utland 47’ Maanum 51’ Reiten 59’ Sønstevold 63’ Bergsvand 69’ Ildhusoy 81’ (rig.) Engen |

| Arbitro: | Lovisa Johansson |

|              |           |                                   |
| Biqkaj 45+3’ | Marcatori | 19’ Maksuti 45’ Doçi 83’ Krasniqi |

| Arbitro: | Marta Huerta De Aza |

|                                                          |           |  |
| De Caigny 15’ Eurlings 33’ Cayman 38’ Mesjasz 51’ (aut.) | Marcatori |  |

| Arbitro: | Tanja Subotič |

|                                                 |           |            |
| Hegerberg 21’, 23’, 60’ Maanum 31’ Ildhusoy 84’ | Marcatori | 55’ Memeti |

| Arbitro: | Eszter Urbán |

|  |           |                                               |
|  | Marcatori | 37’, 43’ De Caigny 39’, 57’ Wullaert 79’ Blom |

| Arbitro: | Désirée Grundbache |

| |           |  |
| Karczewska 4’, 24’, 27’, 46’, 51’, 73’ Zawistowska 17’, 58’ Grabowska 44’ Achcińska 45+2’ Buszewska 65’ Zapała 67’ | Marcatori |  |

| Arbitro: | Angelika Soeder |

|  |           |                                       |
|  | Marcatori | 13’ Doçi 23’, 58’ Maksuti 45+2’ Gjini |

| Arbitro: | Ivana Projkovska |

|                                        |           |                |
| Grzywińska 8’ (aut.) Graham Hansen 16’ | Marcatori | 58’ Karczewska |

| Arbitro: | Eleni Antoniou |

|            |           |                                                               |
| Memeti 68’ | Marcatori | 22’ De Caigny 41’, 44’, 54’, 65’ (rig.) Wullaert 77’ Minnaert |

| Arbitro: | Lorraine Watson |

|              |           |                       |
| Krasniqi 11’ | Marcatori | 24’, 30’ (rig.) Pajor |

| Arbitro: | Jelena Jermolajeva |

|                       |           |                   |
| Metaj 78’ Halilaj 87’ | Marcatori | 77’ (aut.) Smaili |

| Arbitro: | Esther Staubli |

|  |           |            |
|  | Marcatori | 61’ Hansen |

| Arbitro: | Tanja Subotič |

|  |           |                                                                                  |
|  | Marcatori | 10’ Eurlings 24’, 51’, 55’ Van Kerkhoven 31’ Vanhaevermaet 71’ Wullaert 80’ Kees |

| Arbitro: | Rasa Grigonė |

|                                         |           |  |
| Haug 12’, 15’, 66’ Mjelde 23’ Hørte 70’ | Marcatori |  |

| Arbitro: | Triinu Laos |

|                                                                      |           |  |
| Dudek 3’ Lefeld 12’ Pajor 13’, 37’, 53’ (rig.) Mesjasz 35’ Kozak 72’ | Marcatori |  |

## Statistiche

### Classifica marcatrici
16 reti
- Tessa Wullaert (1 rig.)

10 reti
- Tine De Caigny

7 reti
- Nikola Karczewska

6 reti
- Janice Cayman
- Lisa-Marie Karlseng Utland
- Ewa Pajor (2 rig.)

5 reti
- Megi Doçi (1 rig.)
- Caroline Graham Hansen (1 rig.)
- Elisabeth Terland

4 reti
- Jassina Blom
- Hannah Eurlings
- Justine Vanhaevermaet
- Frida Leonhardsen Maanum

3 reti
- Kristina Maksuti
- Amber Tysiak
- Ella Van Kerkhoven
- Guro Bergsvand
- Sophie Roman Haug
- Ada Hegerberg
- Weronika Zawistowska

2 reti
- Mimoza Hamidi
- Qëndresa Krasniqi
- Jarne Teulings
- Erëleta Memeti
- Liridona Syla
- Celin Bizet Ildhusøy
- Guro Reiten
- Julie Blakstad
- Karina Sævik
- Paulina Dudek (1 rig.)
- Małgorzata Mesjasz

1 rete
- Luçije Gjini
- Esi Lufo
- Sari Kees
- Marie Minnaert
- Sarah Wijnants
- Kaltrina Biqkaj
- Donjeta Halilaj
- Valentina Limani
- Valentina Metaj
- Tuva Hansen
- Sara Hørte
- Maren Mjelde
- Anja Sønstevold
- Ingrid Syrstad Engen (1 rig.)
- Vilde Hasund
- Maria Thorisdottir
- Adriana Achcińska
- Zofia Buszewska
- Karolina Gec
- Dominika Grabowska
- Kinga Kozak
- Klaudia Lefeld
- Martyna Wiankowska
- Anna Zapała

1 autorete
- Amber Tysiak (1 a favore della Norvegia)
- Viola Avduli (1 a favore della Norvegia)
- Blerta Smaili (1 a favore dell'Armenia)
- Gabriela Grzywińska (1 a favore della Norvegia)
- Małgorzata Mesjasz (1 a favore del Belgio)